# Theodor Morell
Theodor Gilbert Morell (Münzenberg, 22 luglio 1886 – Tegernsee, 26 maggio 1948) è stato un medico tedesco, dal 1936 al 21 aprile 1945 medico personale di Adolf Hitler.
Morell fu abbastanza inviso alla cerchia degli intimi del dittatore, ma per Hitler diventò ben presto una persona insostituibile. Egli fu anche accusato di aver somministrato a Hitler delle droghe spacciate da lui per complessi vitaminici. Infatti la mattina Hitler era molto stanco, ma dopo che gli veniva somministrato un particolare cocktail, il Vitamultin, stava benissimo. Tuttavia durante la campagna di Russia ebbe crisi di nervi, forse dovuto all'abuso da tali sostanze. I diari di Morell, scomparsi dopo la sconfitta della Germania nazista, furono ritrovati negli Stati Uniti dallo storico inglese David Irving, che li pubblicò nel 1981.

## Biografia
Morell ottenne lo Abitur (diploma di maturità) nel 1906 a Gießen e studiò presso l'Università di Gießen, l'Università di Heidelberg, l'Università Joseph Fourier, studiò ostetricia e ginecologia all'Università di Parigi e all'Università di Monaco; in quest'ultima ottenne il titolo di Doktor il 23 maggio 1913. Nel 1920 sposò l'attrice Johanna Morell. Per due anni durante la prima guerra mondiale Morell fu medico di bordo su diverse navi che navigarono su tutti i mari del mondo. Prese parte alla prima guerra mondiale come volontario. Dopo la fine della guerra, avvenuta nel 1918, aprì uno studio per l'urologia e l'elettroterapia a Berlino.
Nel 1933 entrò nel NSDAP. Nel frattempo aveva aperto uno studio sul Kurfürstendamm e tra i suoi pazienti si contavano numerosi artisti e politici, tra cui il fotografo personale di Hitler, Heinrich Hoffmann. Questo gli permise di effettuare una visita medica ad Hitler nel 1936, invitato sull'Obersalzberg. Morell lo guarì da disturbi gastrointestinali e divenne suo medico personale. Nei documenti di Morell si allude a Hitler come "il paziente A". Morell fu nominato professore da Hitler nel 1944 e gli fu regalato il primo microscopio elettronico funzionante. Rimase al fianco di Hitler fino al 21 aprile 1945, quando fu sostituito da l'SS Werner Haase.
I suoi metodi di cura, basati su di un gran numero di iniezioni, suscitarono reazioni di sospetto presso gli altri medici nella cerchia di Hitler, al punto da fargli guadagnare il soprannome di Reichsspritzenmeister ("Mastro punturaio del Reich"), affibiatogli da Hermann Göring. Per questa ragione, Morell venne ritenuto responsabile del peggioramento delle condizioni di salute di Hitler negli ultimi anni. In seguito a ricerche condotte dal biografo di Morell, Othmar Katz, su fonti primarie e ad interviste con contemporanei, questa non sarebbe da ritenersi la causa primaria del peggioramento. Il 23 aprile fu sfollato da Berlino per finire in un ospedale a Bad Reichenhall. Fu arrestato il 17 luglio 1945 dalle forze di occupazione statunitensi. Internato in diversi lager, morì dopo una lunga malattia in una casa di cura a Tegernsee.